# Xian de Zamtang
Le xian de Zamtang (chinois : 壤塘县 ; pinyin : rǎngtáng xiàn ; tibétain : ཛམ་ཐང་རྫོང, Wylie : dzam thang rdzong, pinyin tibétain : Camtang Zong, THL : Dzamthang) est un district administratif de la province du Sichuan en Chine. Il est placé sous la juridiction de la préfecture autonome tibétaine et qiang d'Aba.

## Histoire

### Fuite des Jonang pendant l'oppression par le dalaï-lama en 1642
Les survivants Jonangs des massacres par Lobsang Gyatso, le 5e dalaï-lama et leurs alliés mongols qoshots guidés par Güshi Khan en 1642 fuirent dans le xian de Zamtang (ou Dzamthang). Les Gélugpa considéraient la vision des Jonangs du  Zhentong de la vacuité, comme hérétique. Ils scellèrent les bibliothèques Jonangs et brûlèrent leurs livres, ils furent persécutés et leurs monastères annexés. Il a tout de même subsisté le monastère de Tsangwa, situé à Dzamthang.

## Démographie
La population du district était de 31 567 habitants en 1999.